# واقعية (رسم)
الواقعية هي نوع من الفن يشمل الرسم والوسائط الرسومية الأخرى، حيث يدرس الفنان صورة ثم يحاول إعادة إنتاج الصورة بشكل واقعي قدر الإمكان في وسط آخر. على الرغم من أنه يمكن استخدام المصطلح على نطاق واسع لوصف الأعمال الفنية في العديد من الوسائط المختلفة، إلا أنه يستخدم أيضًا للإشارة على وجه التحديد إلى مجموعة من اللوحات والرسامين من الحركة الفنية الأمريكية التي بدأت في أواخر الستينيات وأوائل السبعينيات.

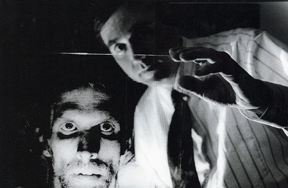
رسمة واقعية

## الأصول
كحركة فنية كاملة، تطورت الواقعية من فن البوب وكتعارض مع التعبيرية التجريدية وكذلك الحركات الفنية المبسطة في أواخر الستينيات وأوائل السبعينيات في الولايات المتحدة. يستخدم المصورون الواقعيون صورة فوتوغرافية أو عدة صور فوتوغرافية لجمع المعلومات لإنشاء لوحاتهم ويمكن القول إن استخدام الكاميرا والصور هو قبول للحداثة. ومع ذلك، فقد واجه استخدام الصور في التصوير الواقعي بانتقاد شديد عندما بدأت الحركة تكتسب زخمًا في أواخر الستينيات، على الرغم من حقيقة أن الأجهزة المرئية قد استُخدمت منذ القرن الخامس عشر لمساعدة الفنانين في عملهم.
يذكر لويس ك. ميزل في كتبه ومحاضراته ما يلي: كان لاختراع التصوير الفوتوغرافي في القرن التاسع عشر ثلاثة تأثيرات على الفن: فنانو البورتريه والمناظر الطبيعية الذين تحول الكثيرون إلى التصوير؛ خلال الحركات الفنية في القرنين التاسع عشر والعشرين، من الموثق جيدًا أن الفنانين استخدموا الصورة كمواد مصدر وكمساعد — ومع ذلك، فقد بذلوا جهودًا كبيرة لإنكار حقيقة الخوف من إساءة فهم عملهم على أنه تقليد؛ ومن خلال اختراع الصورة، كان الفنانون منفتحين على قدر كبير من التجارب الجديدة. وهكذا، كانت ذروة اختراع الصورة قطيعة في تاريخ الفن نحو التحدي الذي يواجه الفنان — منذ أقدم رسومات الكهوف المعروفة — في محاولة لتكرار المشاهد التي شاهدوها.
بحلول الوقت الذي بدأ فيه المصورون الواقعيون في إنتاج أجسادهم من أعمالهم، أصبحت الصورة وسيلة رائدة لإعادة إنتاج الواقع وكان التجريد محور عالم الفن. استمرت الواقعية كحركة فنية مستمرة، حتى أنها عاودت الظهور في ثلاثينيات القرن الماضي، ولكن بحلول الخمسينيات من القرن الماضي، قلل النقاد الحداثيون والتعبيرية التجريدية من الواقعية كمشروع فني جاد. على الرغم من أن المصورين الواقعيين يشاركون بعض جوانب الواقعيين الأمريكيين، مثل إدوارد هوبر، إلا أنهم حاولوا تمييز أنفسهم عن الواقعيين التقليديين بقدر ما فعلوا التعبيريين التجريديين. تأثر المصورون الواقعيون أكثر بأعمال فناني البوب وكانوا يتفاعلون ضد التعبيرية التجريدية.
كان فن البوب والواقعية كلاهما حركات رجعية نابعة من الوفرة المتزايدة والهائلة لوسائل التصوير الفوتوغرافي، والتي تطورت بحلول منتصف القرن العشرين لتصبح ظاهرة هائلة لدرجة أنها كانت تهدد بتقليل قيمة الصور في الفن. ومع ذلك، بينما كان فناني البوب يشيرون في المقام الأول إلى عبثية الكثير من الصور (خاصة في الاستخدام التجاري)، كان المصورون الواقعيون يحاولون استعادة قيمة الصورة وتعزيزها.

### تعريف
صاغ لويس ك. ميزل كلمة الواقعية الواقعية في عام 1969 وظهرت مطبوعة لأول مرة في عام 1970 في كتالوغ متحف ويتني. كما يطلق عليها أحيانًا اسم الواقعية الجديدة، الواقعية ذات التركيز الحاد، أو الواقعية المفرطة.

### الأنماط
لا يمكن أن توجد اللوحة الواقعية بدون الصورة. في الواقعية، يجب تجميد التغيير والحركة في الوقت الذي يجب أن يمثله الفنان بدقة. يجمع المصورون الواقعيون صورهم ومعلوماتهم بالكاميرا والصورة. بمجرد تطوير الصورة (عادةً على شريحة فوتوغرافية)، سينقل الفنان الصورة بشكل منهجي من شريحة التصوير إلى اللوحات القماشية. عادة ما يتم ذلك إما عن طريق إسقاط الشريحة على اللوحة القماشية أو باستخدام تقنيات الشبكة التقليدية. غالبًا ما تكون الصور الناتجة نسخًا مباشرة من الصورة الأصلية ولكنها عادة ما تكون أكبر من الصورة أو الشريحة الأصلية. ينتج عن هذا الأسلوب الواقعي أن يكون محكمًا ودقيقًا، غالبًا مع التركيز على الصور التي تتطلب مستوى عالٍ من البراعة الفنية والبراعة للمحاكاة، مثل الانعكاسات في الأسطح المرآوية والصرامة الهندسية للمحيطات التي صنعها الإنسان.

### الفنانين
يضم الجيل الأول من المصورين الأمريكيين الرسامين ريتشارد إستس، ورالف جوينغز، وتشاك كلوز، وتشارلز بيل، وأودري فلاك، ودون إيدي، وروبرت بيشتل، ورون كليمان، وريتشارد ماكلين، وجون سالت، وبن شونسيت، وتوم بلاكويل. غالبًا ما يعمل هؤلاء المصورون الواقعيون بشكل مستقل عن بعضهم البعض وبنقاط انطلاق مختلفة على نطاق واسع، ويتعاملون بشكل روتيني مع الموضوعات العادية أو المألوفة في أنواع الفنون التقليدية — المناظر الطبيعية (في الغالب حضرية وليست طبيعية)، والصور الشخصية، والحياة الساكنة.
مع ولادة حركة التصوير الواقعي، واصل العديد من الرسامين المرتبطين بالواقعية متابعة تقنياتهم وصقلها؛ أصبحوا الجيل الثاني من المصورين الواقعيين. من بين هؤلاء الرسامين جون بيدر، هيلو تشين، جاك ميندنهال، ديفيد باريش وإيديل ويبر.
في المملكة المتحدة، فضل العديد من الفنانين أساليب التصوير الواقعي بما في ذلك مايك جورمان وإريك سكوت. قُدّم هؤلاء الرسامين الأوروبيين إلى جمهور أوسع في الولايات المتحدة من خلال معرض الإنسانية الخارقة عام 1982 في معرض أرنولد كاتزن، نيويورك.
على الرغم من أن الحركة مرتبطة في المقام الأول بالرسم، إلا أن دوان هانسون وجون دي أندريا هما نحاتان مرتبطان بالواقعية لمنحوتاتهم المرسومة والنابضة بالحياة لأشخاص عاديين مكتملة بشعر مقلد وملابس حقيقية.

### منذ عام 2000
على الرغم من أن ذروة الواقعية كانت في السبعينيات، إلا أن الحركة استمرت وتضم العديد من المصورين الواقعيين الأصليين بالإضافة إلى العديد من معاصريهم. وفقًا لتصور الواقعية في الألفية، كان ثمانية فقط من أصل ثلاثة عشر متخصصًا في التصوير الفوتوغرافي ما زالوا يعملون في مجال التصوير الواقعي في عام 2002. اعتبارًا من سبتمبر 2020، أصبح ريتشارد إستس هو المصور الفوتوغرافي الأصلي الوحيد المتبقي الذي يعمل بنشاط بأسلوب المصور الواقعي.
توفي الفنانون روبرت بيشتل، وتشارلز بيل، وتوم بلاكويل، ورالف جوينغز، وجون كاسيري، ورون كليمان؛ لقد ابتعدت أودري فلاك وتشاك كلوز ودون إيدي وبن شونسيت عن الواقعية. ولم يعد روبرت كوتينغهام يعتبر نفسه صانع صور واقعي.
أدى تطور التكنولوجيا إلى ظهور لوحات ذات صور واقعية تتجاوز ما كان يعتقد أنه ممكن باللوحات. يُشار أحيانًا إلى هذه اللوحات الأحدث من قبل المصورين الواقعيين باسم الواقعية المفرطة. طور الفنان بيل فينك أسلوبه الخاص في إنشاء صور واقعية باستخدام التربة وحبوب اللقاح وشعر الإنسان وبقايا جثث بشرية محترقة.

## المواقع
1. 1 2  Lindey (1980), pp. 27–33.
2. 1 2  Meisel and Chase (2002), pp. 14–15.
3. 1 2  ليندا نوتشلين, "The Realist Criminal and the Abstract Law II", Art In America. 61 (November–December 1973), p. 98.
4. ↑  Fleming, John and Honour, Hugh (1991), The Visual Arts: A History, 3rd Edition. New York: Abrams. p. 709. (ردمك 0810939134).
5. 1 2  Battock, Gregory. Preface to Meisel, Louis K.  [لغات أخرى]‏ (1980), Photorealism. New York:Abrams. pp. 8–10
6. 1 2 3 4  Meisel and Chase (2002)
7. ↑  Meisel and Chase (2002), pp. 11–12.
8. 1 2  Scharf, Aaron (1969), Art and Photography Baltimore: Allan Lane, The Penguin Press.
9. ↑  Meisel and Chase (2002), pp. 11–14.
10. ↑  Chase, pp. 12–14.
11. 1 2  Lindey (1980), p. 12.
12. ↑  Lindey (1980), p. 23.
13. 1 2  Chase, p. 14.
14. 1 2  Prown, Jules David and Rose, Barbara (1977), American Painting: From the Colonial Period to the Present. New York:Rizzoli. (ردمك 0847800490)
15. ↑  Meiselgallery.com نسخة محفوظة 2022-07-02 على موقع واي باك مشين.
16. ↑  Meisel (1989), p. 12.
17. ↑  Meisel (1980), p. 13.
18. ↑  Meisel (1980), p. 14.
19. ↑  Meisel (1980), p. 15.
20. 1 2 3  Meisel (1980)
21. ↑  Wallace, Nora. (2015-10-15) "Photorealism - Technical Mastery and Effortless Style" On My Wall نسخة محفوظة 2021-02-27 على موقع واي باك مشين.
22. ↑  Meisel and Chase (2002), p. 8.